# Troisième district congressionnel du Missouri
Le 3e district congressionnel du Missouri est un district du Congrès États-Unis situé dans l'État américain du Missouri. Il se trouve dans la partie orientale et centrale de l'État. Il s'étend de la partie sud de Columbia (y compris l'Université du Missouri) et de la capitale de l'État de Jefferson City à l'ouest jusqu'au Comté de St. Charles (y compris les grandes banlieues de St. Charles, St. Peters et Wentzville) et à l'ouest du Comté de Jefferson. dans l'est. Le district a pris sa forme actuelle en 2023, lorsque Cooper et certaines parties des comtés de Boone ont été ajoutés au district, tandis que Franklin et la plupart du Comté de Warren ont été plutôt attirés dans le 2e district, et la majorité du Comté de Lincoln a été déplacée dans le 6e district. Il est actuellement représenté par le Républicain Blaine Luetkemeyer. 
De 1953 à 2013, le 3e district était situé dans la partie sud de la région de Saint-Louis, y compris le tiers sud de la ville de Saint-Louis, et avait une histoire politique radicalement différente de celle du 3e actuel. Son membre le plus connu du Congrès était Dick Gephardt, qui a représenté le district pendant 28 ans jusqu'à sa retraite du Congrès. 
À la suite d'une baisse spectaculaire de la population de Saint-Louis lors du recensement des États-Unis de 2010, le Missouri a perdu un siège au Congrès à compter de 2013. Les cartes de redécoupage indiquaient que le 3e district serait démantelé. Le port d'attache du 3e à Saint-Louis serait absorbé par le 1er district congressionnel du Missouri. Une grande partie du district en dehors de la région de Saint-Louis serait attirée vers le 8e district. Pendant ce temps, le nouveau 3e comprenait la majeure partie du territoire actuellement dans le 9e district, qui a été dissous.

## Historique de vote
| Année | Poste     | Résultats              |
| ----- | --------- | ---------------------- |
| 2000  | Président | Al Gore 54% - 43%      |
| 2004  | Président | John Kerry 57% - 43%   |
| 2008  | Président | Barack Obama 60% - 39% |
| 2012  | Président | Mitt Romney 62% - 36%  |
| 2016  | Président | Donald Trump 67% - 28% |
| 2020  | Président | Donald Trump 67% - 31% |

## Liste des Représentants du district
| Membre                          | Parti                    | Années                             | Congrès                  | Histoire électorale | Zone géographique |
| ------------------------------- | ------------------------ | ---------------------------------- | ------------------------ | --- | ----------------- |
| District établit le 4 mars 1847 |                          |                                    |                          | |                   |
| James S. Green (en)             | Démocrate                | 4 mars 1847 - 3 mars 1851          | 30e , 31e                | Élu en 1846. Réélu en 1848. Retrait. |                   |
| John G. Miller (en)             | Whig                     | 4 mars 1851 - 3 mars 1853          | 32e                      | Élu en 1850. Redécoupage vers le 5e district. |                   |
| James J. Lindley (en)           | Whig                     | 4 mars 1853 - 3 mars 1855          | 33e , 34e                | Élu en 1852. Réélu en 1854. Retrait. |                   |
| James J. Lindley (en)           | Opposition Party (en)    | 4 mars 1855 - 3 mars 1857          | 33e , 34e                | Élu en 1852. Réélu en 1854. Retrait. |                   |
| Vacant                          | Vacant                   | 4 mars 1857 - 7 décembre 1857      | 35e                      | |                   |
| John B. Clark (en)              | Démocrate                | 7 décembre 1857 - 13 juillet 1861  | 35e - 37e                | Élu après l'élection au Sénat des États-Unis de James S. Green. Réélu en 1858. Réélu en 1860. Expulsé après avoir pris les armes contre l'Union. |                   |
| Vacant                          | Vacant                   | 13 juillet 1861 - 20 janvier 1862  | 37e                      | |                   |
| William A. Hall (en)            | Démocrate                | 20 janvier 1862 - 3 mars 1863      | 37e                      | Élu pour terminer le mandat de Clark. Redécoupage vers le 8e district. |                   |
| John W. Noell (en)              | Unioniste Inconditionnel | 4 mars 1863 - 14 mars 1863         | Modèle:USCongressOrdinal | Redécoupage depuis le 7e et réélu en 1862. Décès. |                   |
| Vacant                          | Vacant                   | 14 mars 1863 - 7 décembre 1863     | Modèle:USCongressOrdinal | |                   |
| John G. Scott (en)              | Démocrate                | 7 décembre 1863 - 3 mars 1865      | Modèle:USCongressOrdinal | Élu pour terminer le mandat de Noell. Retrait. |                   |
| Thomas E. Noell (en)            | Républicain              | 4 mars 1865 - 3 mars 1867          | 39e , 40e                | Élu en 1864. Réélu en 1866. Décès. |                   |
| Thomas E. Noell (en)            | Démocrate                | 4 mars 1867 - 3 octobre 1867       | 39e , 40e                | Élu en 1864. Réélu en 1866. Décès. |                   |
| Vacant                          | Vacant                   | 3 octobre 1867 - 17 décembre 1867  | 40e                      | |                   |
| James R. McCormick (en)         | Démocrate                | 17 décembre 1867 - 3 mars 1873     | 40e - 42e                | Élu pour terminer le mandat de Noell. Réélu en 1868. Réélu en 1870. Retrait. |                   |
| William H. Stone (en)           | Démocrate                | 4 mars 1873 - 3 mars 1877          | 43e , 44e                | Élu en 1872. Réélu en 1874. Retrait. |                   |
| Lyne Metcalfe (en)              | Républicain              | 4 mars 1877 - 3 mars 1879          | 45e                      | Élu en 1876. Perd sa réélection. |                   |
| Richard G. Frost (en)           | Démocrate                | 4 mars 1879 - 2 mars 1883          | 46e , 47e                | Élu en 1878. Réélu en 1880. Retrait mais perd la contestation de son élection avant le début du mandat suivant. |                   |
| Gustavus Sessinghaus (en)       | Républicain              | 2 mars 1883 - 3 mars 1883          | 47e                      | Remporte la contestation de son élection. Perd sa réélection. |                   |
| Alexander M. Dockery (en)       | Démocrate                | 4 mars 1883 - 3 mars 1899          | 48e - 55e                | Élu en 1882. Réélu en 1884. Réélu en 1886. Réélu en 1888. Réélu en 1890. Réélu en 1892. Réélu en 1894. Réélu en 1896. Retrait pour se présenter comme Gouverneur. |                   |
| John Dougherty (en)             | Démocrate                | 4 mars 1899 - 3 mars 1905          | 56e - 58e                | Élu en 1898. Réélu en 1900. Réélu en 1902. Perd sa renomination. |                   |
| Frank B. Klepper (en)           | Républicain              | 4 mars 1905 - 3 mars 1907          | 59e                      | Élu en 1904. Perd sa réélection. |                   |
| Joshua W. Alexander             | Démocrate                | 4 mars 1907 - 15 décembre 1919     | 60e - 66e                | Élu en 1906. Réélu en 1908. Réélu en 1910. Réélu en 1912. Réélu en 1914. Réélu en 1916. Réélu en 1918. Démissionne lorsque nommé Secrétaire au Commerce. |                   |
| Vacant                          | Vacant                   | 15 décembre 1919 - 14 février 1920 | 66e                      | |                   |
| Jacob L. Milligan (en)          | Démocrate                | 14 février 1920 - 3 mars 1921      | 66e                      | Élu pour terminer le mandat d'Alexander. Perd sa réélection. |                   |
| Henry F. Lawrence (en)          | Républicain              | 4 mars 1921 - 3 mars 1923          | 67e                      | Élu en 1920. Perd sa réélection. |                   |
| Jacob L. Milligan (en)          | Démocrate                | 4 mars 1923 - 3 mars 1933          | 68e - 72e                | Élu en 1922. Réélu en 1924. Réélu en 1926. Réélu en 1928. Réélu en 1930. Redécoupage vers le district at-large. |                   |
| District inactif                | District inactif         | 4 mars 1933 - 3 janvier 1935       | 73e                      | Les Représentants sont élus sur un seul bulletin de vote. |                   |
| Richard M. Duncan (en)          | Démocrate                | 3 janvier 1935 - 3 janvier 1943    | 74e - 77e                | Redécoupage depuis le district at-large et réélu en 1934. Réélu en 1936. Réélu en 1938. Réélu en 1940. Perd sa réélection. |                   |
| William C. Cole (en)            | Républicain              | 3 janvier 1943 - 3 janvier 1949    | 78e - 80e                | Élu en 1942. Réélu en 1944. Réélu en 1946. Perd sa réélection. |                   |
| Phil J. Welch (en)              | Démocrate                | 3 janvier 1949 - 3 janvier 1953    | 81e , 82e                | Élu en 1948. Réélu en 1950. Retrait pour se présenter comme Gouverneur. |                   |
| Leonor Sullivan                 | Démocrate                | 3 janvier 1953 - 3 janvier 1977    | 83e - 94e                | Élue en 1952. Réélue en 1954. Réélue en 1956. Réélue en 1958. Réélue en 1960. Réélue en 1962. Réélue en 1964. Réélue en 1966. Réélue en 1968. Réélue en 1970. Réélue en 1972. Réélue en 1974. Retrait.                                                                                             | 1953–1963         |
| Leonor Sullivan                 | Démocrate                | 3 janvier 1953 - 3 janvier 1977    | 83e - 94e                | Élue en 1952. Réélue en 1954. Réélue en 1956. Réélue en 1958. Réélue en 1960. Réélue en 1962. Réélue en 1964. Réélue en 1966. Réélue en 1968. Réélue en 1970. Réélue en 1972. Réélue en 1974. Retrait.                                                                                             | 1963–1973         |
| Leonor Sullivan                 | Démocrate                | 3 janvier 1953 - 3 janvier 1977    | 83e - 94e                | Élue en 1952. Réélue en 1954. Réélue en 1956. Réélue en 1958. Réélue en 1960. Réélue en 1962. Réélue en 1964. Réélue en 1966. Réélue en 1968. Réélue en 1970. Réélue en 1972. Réélue en 1974. Retrait.                                                                                             | 1973–1983         |
| Dick Gephardt                   | Démocrate                | 3 janvier 1977 - 3 janvier 2005    | 95e - 108e               | Élu en 1976. Réélu en 1978. Réélu en 1980. Réélu en 1982. Réélu en 1984. Réélu en 1986. Réélu en 1988. Réélu en 1990. Réélu en 1992. Réélu en 1994. Réélu en 1996. Réélu en 1998. Réélu en 2000. Réélu en 2002. Retrait pour se présenter comme candidat Démocrate à la Présidence des États-Unis. |                   |
| Dick Gephardt                   | Démocrate                | 3 janvier 1977 - 3 janvier 2005    | 95e - 108e               | Élu en 1976. Réélu en 1978. Réélu en 1980. Réélu en 1982. Réélu en 1984. Réélu en 1986. Réélu en 1988. Réélu en 1990. Réélu en 1992. Réélu en 1994. Réélu en 1996. Réélu en 1998. Réélu en 2000. Réélu en 2002. Retrait pour se présenter comme candidat Démocrate à la Présidence des États-Unis. | 1983–1993         |
| Dick Gephardt                   | Démocrate                | 3 janvier 1977 - 3 janvier 2005    | 95e - 108e               | Élu en 1976. Réélu en 1978. Réélu en 1980. Réélu en 1982. Réélu en 1984. Réélu en 1986. Réélu en 1988. Réélu en 1990. Réélu en 1992. Réélu en 1994. Réélu en 1996. Réélu en 1998. Réélu en 2000. Réélu en 2002. Retrait pour se présenter comme candidat Démocrate à la Présidence des États-Unis. | 1993–2003         |
| Dick Gephardt                   | Démocrate                | 3 janvier 1977 - 3 janvier 2005    | 95e - 108e               | Élu en 1976. Réélu en 1978. Réélu en 1980. Réélu en 1982. Réélu en 1984. Réélu en 1986. Réélu en 1988. Réélu en 1990. Réélu en 1992. Réélu en 1994. Réélu en 1996. Réélu en 1998. Réélu en 2000. Réélu en 2002. Retrait pour se présenter comme candidat Démocrate à la Présidence des États-Unis. | 2003–2013         |
| Russ Carnahan                   | Démocrate                | 3 janvier 2005 - 3 janvier 2013    | 109e - 112e              | Élu en 2004. Réélu en 2006. Réélu en 2008. Réélu en 2010. Redécoupage vers le 1er district et perd sa renomination. |                   |
| Blaine Luetkemeyer              | Républicain              | 3 janvier 2013 - Présent           | 113e - 118e              | Redécoupage depuis le 9e district et réélu en 2012. Réélu en 2014. Réélu en 2016. Réélu en 2018. Réélu en 2020. Réélu en 2022. | 2013–2023         |
| Blaine Luetkemeyer              | Républicain              | 3 janvier 2013 - Présent           | 113e - 118e              | Redécoupage depuis le 9e district et réélu en 2012. Réélu en 2014. Réélu en 2016. Réélu en 2018. Réélu en 2020. Réélu en 2022. | 2023–Présent      |

## Résultats des récentes élections
Voici les résultats des dix précédents cycles électoraux dans le district.

### 2004
| Élection de 2004 du 3e district congressionnel du Missouri | Élection de 2004 du 3e district congressionnel du Missouri | Élection de 2004 du 3e district congressionnel du Missouri | Élection de 2004 du 3e district congressionnel du Missouri | Élection de 2004 du 3e district congressionnel du Missouri |
| ---------------------------------------------------------- | ---------------------------------------------------------- | ---------------------------------------------------------- | ---------------------------------------------------------- | ---------------------------------------------------------- |
| Parti                                                      | Parti                                                      | Candidat                                                   | Votes                                                      | %                                                          |
|                                                            | Démocrate                                                  | Russ Carnahan                                              | 146 894                                                    | 52,9                                                       |
|                                                            | Républicain                                                | Bill Federer                                               | 125 422                                                    | 45,1                                                       |
|                                                            | Libertarien                                                | Kevin C. Babcock                                           | 4367                                                       | 1,6                                                        |
|                                                            | Constitution                                               | William J. Renaud                                          | 1222                                                       | 0,4                                                        |
|                                                            | Write-In                                                   | Joseph L. Badaracco                                        | 11                                                         | 0,0                                                        |
| Total des votes                                            | Total des votes                                            | Total des votes                                            | 206 878                                                    | 100 %                                                      |
|                                                            | Les Démocrates conservent                                  |                                                            |                                                            |                                                            |

### 2006
| Élection de 2006 du 3e district congressionnel du Missouri | Élection de 2006 du 3e district congressionnel du Missouri | Élection de 2006 du 3e district congressionnel du Missouri | Élection de 2006 du 3e district congressionnel du Missouri | Élection de 2006 du 3e district congressionnel du Missouri |
| ---------------------------------------------------------- | ---------------------------------------------------------- | ---------------------------------------------------------- | ---------------------------------------------------------- | ---------------------------------------------------------- |
| Parti                                                      | Parti                                                      | Candidat                                                   | Votes                                                      | %                                                          |
|                                                            | Démocrate                                                  | Russ Carnahan (sortant)                                    | 145 219                                                    | 65,6                                                       |
|                                                            | Républicain                                                | David Bertelsen                                            | 70 189                                                     | 31,7                                                       |
|                                                            | Libertarien                                                | R. Christophel                                             | 4213                                                       | 1,9                                                        |
|                                                            | Progressiste                                               | David Sladky                                               | 1827                                                       | 0,8                                                        |
| Total des votes                                            | Total des votes                                            | Total des votes                                            | 221 448                                                    | 100 %                                                      |
|                                                            | Les Démocrates conservent                                  |                                                            |                                                            |                                                            |

### 2008
| Élection de 2008 du 3e district congressionnel du Missouri | Élection de 2008 du 3e district congressionnel du Missouri | Élection de 2008 du 3e district congressionnel du Missouri | Élection de 2008 du 3e district congressionnel du Missouri | Élection de 2008 du 3e district congressionnel du Missouri |
| ---------------------------------------------------------- | ---------------------------------------------------------- | ---------------------------------------------------------- | ---------------------------------------------------------- | ---------------------------------------------------------- |
| Parti                                                      | Parti                                                      | Candidat                                                   | Votes                                                      | %                                                          |
|                                                            | Démocrate                                                  | Russ Carnahan (sortant)                                    | 202 470                                                    | 66,4                                                       |
|                                                            | Républicain                                                | Chris Sander                                               | 92 759                                                     | 30,4                                                       |
|                                                            | Libertarien                                                | Kevin C. Babcock                                           | 5518                                                       | 1,8                                                        |
|                                                            | Constitution                                               | Cynthia "Cindy" Redburn                                    | 4324                                                       | 1,4                                                        |
| Total des votes                                            | Total des votes                                            | Total des votes                                            | 305 071                                                    | 100 %                                                      |
|                                                            | Les Démocrates conservent                                  |                                                            |                                                            |                                                            |

### 2010
| Élection de 2010 du 3e district congressionnel du Missouri | Élection de 2010 du 3e district congressionnel du Missouri | Élection de 2010 du 3e district congressionnel du Missouri | Élection de 2010 du 3e district congressionnel du Missouri | Élection de 2010 du 3e district congressionnel du Missouri |
| ---------------------------------------------------------- | ---------------------------------------------------------- | ---------------------------------------------------------- | ---------------------------------------------------------- | ---------------------------------------------------------- |
| Parti                                                      | Parti                                                      | Candidat                                                   | Votes                                                      | %                                                          |
|                                                            | Démocrate                                                  | Russ Carnahan (sortant)                                    | 99 398                                                     | 48,9                                                       |
|                                                            | Républicain                                                | Ed Martin                                                  | 94 757                                                     | 46,7                                                       |
|                                                            | Libertarien                                                | Steven R. Hedrick                                          | 5772                                                       | 2,8                                                        |
|                                                            | Constitution                                               | Nicholas J. "Nick" Ivanovich                               | 3155                                                       | 1,6                                                        |
|                                                            | Write-In                                                   | Brian Walker                                               | 3                                                          | 0,0                                                        |
| Total des votes                                            | Total des votes                                            | Total des votes                                            | 203 085                                                    | 100 %                                                      |
|                                                            | Les Démocrates conservent                                  |                                                            |                                                            |                                                            |

### 2012
| Élection de 2012 du 3e district congressionnel du Missouri | Élection de 2012 du 3e district congressionnel du Missouri | Élection de 2012 du 3e district congressionnel du Missouri | Élection de 2012 du 3e district congressionnel du Missouri | Élection de 2012 du 3e district congressionnel du Missouri |
| ---------------------------------------------------------- | ---------------------------------------------------------- | ---------------------------------------------------------- | ---------------------------------------------------------- | ---------------------------------------------------------- |
| Parti                                                      | Parti                                                      | Candidat                                                   | Votes                                                      | %                                                          |
|                                                            | Républicain                                                | Blaine Luetkemeyer (sortant)                               | 214 843                                                    | 63,5                                                       |
|                                                            | Démocrate                                                  | Eric C. Meyer                                              | 111 189                                                    | 32,8                                                       |
|                                                            | Libertarien                                                | Steven Wilson                                              | 12 353                                                     | 3,7                                                        |
| Total des votes                                            | Total des votes                                            | Total des votes                                            | 284 066                                                    | 100%                                                       |
|                                                            | Les Républicains prennent aux Démocrates                   |                                                            |                                                            |                                                            |

### 2014
| Élection de 2014 du 3e district congressionnel du Missouri | Élection de 2014 du 3e district congressionnel du Missouri | Élection de 2014 du 3e district congressionnel du Missouri | Élection de 2014 du 3e district congressionnel du Missouri | Élection de 2014 du 3e district congressionnel du Missouri |
| ---------------------------------------------------------- | ---------------------------------------------------------- | ---------------------------------------------------------- | ---------------------------------------------------------- | ---------------------------------------------------------- |
| Parti                                                      | Parti                                                      | Candidat                                                   | Votes                                                      | %                                                          |
|                                                            | Républicain                                                | Blaine Luetkemeyer (sortant)                               | 130 940                                                    | 68,3                                                       |
|                                                            | Démocrate                                                  | Courtney Denton                                            | 52 021                                                     | 27,2                                                       |
|                                                            | Libertarien                                                | Steven Hedrick                                             | 8593                                                       | 4,5                                                        |
|                                                            | Indépendant                                                | Harold Davis (write-in)                                    | 66                                                         | 0,0                                                        |
| Total des votes                                            | Total des votes                                            | Total des votes                                            | 191 620                                                    | 100%                                                       |
|                                                            | Les Républicains conservent                                |                                                            |                                                            |                                                            |

### 2016
| Élection de 2016 du 3e district congressionnel du Missouri | Élection de 2016 du 3e district congressionnel du Missouri | Élection de 2016 du 3e district congressionnel du Missouri | Élection de 2016 du 3e district congressionnel du Missouri | Élection de 2016 du 3e district congressionnel du Missouri |
| ---------------------------------------------------------- | ---------------------------------------------------------- | ---------------------------------------------------------- | ---------------------------------------------------------- | ---------------------------------------------------------- |
| Parti                                                      | Parti                                                      | Candidat                                                   | Votes                                                      | %                                                          |
|                                                            | Républicain                                                | Blaine Luetkemeyer (sortant)                               | 249 865                                                    | 67,8                                                       |
|                                                            | Démocrate                                                  | Kevin Miller                                               | 102 891                                                    | 27,9                                                       |
|                                                            | Libertarien                                                | Dan Hogan                                                  | 11 962                                                     | 3,3                                                        |
|                                                            | Constitution                                               | Doanita Simmons                                            | 3605                                                       | 1,0                                                        |
|                                                            | Indépendant                                                | Harold Davis (write-in)                                    | 10                                                         | 0,0                                                        |
| Total des votes                                            | Total des votes                                            | Total des votes                                            | 368 333                                                    | 100%                                                       |
|                                                            | Les Républicains conservent                                |                                                            |                                                            |                                                            |

### 2018
| Élection de 2018 du 3e district congressionnel du Missouri | Élection de 2018 du 3e district congressionnel du Missouri | Élection de 2018 du 3e district congressionnel du Missouri | Élection de 2018 du 3e district congressionnel du Missouri | Élection de 2018 du 3e district congressionnel du Missouri |
| ---------------------------------------------------------- | ---------------------------------------------------------- | ---------------------------------------------------------- | ---------------------------------------------------------- | ---------------------------------------------------------- |
| Parti                                                      | Parti                                                      | Candidat                                                   | Votes                                                      | %                                                          |
|                                                            | Républicain                                                | Blaine Luetkemeyer (sortant)                               | 211 243                                                    | 65,1                                                       |
|                                                            | Démocrate                                                  | Katy Geppert                                               | 106 589                                                    | 32,8                                                       |
|                                                            | Libertarien                                                | Donald Stolle                                              | 6776                                                       | 2,1                                                        |
| Total des votes                                            | Total des votes                                            | Total des votes                                            | 324 608                                                    | 100%                                                       |
|                                                            | Les Républicains conservent                                |                                                            |                                                            |                                                            |

### 2020
| Élection de 2020 du 3e district congressionnel du Missouri | Élection de 2020 du 3e district congressionnel du Missouri | Élection de 2020 du 3e district congressionnel du Missouri | Élection de 2020 du 3e district congressionnel du Missouri | Élection de 2020 du 3e district congressionnel du Missouri |
| ---------------------------------------------------------- | ---------------------------------------------------------- | ---------------------------------------------------------- | ---------------------------------------------------------- | ---------------------------------------------------------- |
| Parti                                                      | Parti                                                      | Candidat                                                   | Votes                                                      | %                                                          |
|                                                            | Républicain                                                | Blaine Luetkemeyer (sortant)                               | 282 866                                                    | 69,4                                                       |
|                                                            | Démocrate                                                  | Megan Rezabek                                              | 116 095                                                    | 28,5                                                       |
|                                                            | Libertarien                                                | Leonard J. Steinman II                                     | 8344                                                       | 2,1                                                        |
|                                                            | Write-In                                                   | Write-In                                                   | 43                                                         | 0,0                                                        |
| Total des votes                                            | Total des votes                                            | Total des votes                                            | 407 348                                                    | 100%                                                       |
|                                                            | Les Républicains conservent                                |                                                            |                                                            |                                                            |

### 2022
| Primaire Républicaine de 2022 du 3e district congressionnel du Missouri | Primaire Républicaine de 2022 du 3e district congressionnel du Missouri | Primaire Républicaine de 2022 du 3e district congressionnel du Missouri | Primaire Républicaine de 2022 du 3e district congressionnel du Missouri | Primaire Républicaine de 2022 du 3e district congressionnel du Missouri |
| ----------------------------------------------------------------------- | ----------------------------------------------------------------------- | ----------------------------------------------------------------------- | ----------------------------------------------------------------------- | ----------------------------------------------------------------------- |
| Parti                                                                   | Parti                                                                   | Candidat                                                                | Votes                                                                   | %                                                                       |
|                                                                         | Républicain                                                             | Blaine Luetkemeyer (sortant)                                            | 66 430                                                                  | 69,6                                                                    |
|                                                                         | Républicain                                                             | Brandon Wilkinson                                                       | 15 796                                                                  | 16,5                                                                    |
|                                                                         | Républicain                                                             | Dustin Hill                                                             | 11 610                                                                  | 12,2                                                                    |
|                                                                         | Républicain                                                             | Richard Skwira Jr.                                                      | 1616                                                                    | 1,7                                                                     |

| Primaire Démocrate de 2022 du 3e district congressionnel du Missouri | Primaire Démocrate de 2022 du 3e district congressionnel du Missouri | Primaire Démocrate de 2022 du 3e district congressionnel du Missouri | Primaire Démocrate de 2022 du 3e district congressionnel du Missouri | Primaire Démocrate de 2022 du 3e district congressionnel du Missouri |
| -------------------------------------------------------------------- | -------------------------------------------------------------------- | -------------------------------------------------------------------- | -------------------------------------------------------------------- | -------------------------------------------------------------------- |
| Parti                                                                | Parti                                                                | Candidat                                                             | Votes                                                                | %                                                                    |
|                                                                      | Démocrate                                                            | Bethany Mann                                                         | 22 638                                                               | 62,2                                                                 |
|                                                                      | Démocrate                                                            | Jon Karlen                                                           | 7349                                                                 | 20,2                                                                 |
|                                                                      | Démocrate                                                            | Andrew Daly                                                          | 5184                                                                 | 14,3                                                                 |
|                                                                      | Démocrate                                                            | Dylan Durrwachter                                                    | 1197                                                                 | 3,3                                                                  |

| Élection de 2020 du 3e district congressionnel du Missouri | Élection de 2020 du 3e district congressionnel du Missouri | Élection de 2020 du 3e district congressionnel du Missouri | Élection de 2020 du 3e district congressionnel du Missouri | Élection de 2020 du 3e district congressionnel du Missouri |
| ---------------------------------------------------------- | ---------------------------------------------------------- | ---------------------------------------------------------- | ---------------------------------------------------------- | ---------------------------------------------------------- |
| Parti                                                      | Parti                                                      | Candidat                                                   | Votes                                                      | %                                                          |
|                                                            | Républicain                                                | Blaine Luetkemeyer (sortant)                               | 180 746                                                    | 65,1                                                       |
|                                                            | Démocrate                                                  | Bethany Mann                                               | 96 851                                                     | 34,9                                                       |
| Total des votes                                            | Total des votes                                            | Total des votes                                            | 277 597                                                    | 100%                                                       |
|                                                            | Les Républicains conservent                                |                                                            |                                                            |                                                            |

### 2024
| Primaire Républicaine de 2022 du 3e district congressionnel du Missouri | Primaire Républicaine de 2022 du 3e district congressionnel du Missouri | Primaire Républicaine de 2022 du 3e district congressionnel du Missouri | Primaire Républicaine de 2022 du 3e district congressionnel du Missouri | Primaire Républicaine de 2022 du 3e district congressionnel du Missouri |
| ----------------------------------------------------------------------- | ----------------------------------------------------------------------- | ----------------------------------------------------------------------- | ----------------------------------------------------------------------- | ----------------------------------------------------------------------- |
| Parti                                                                   | Parti                                                                   | Candidat                                                                | Votes                                                                   | %                                                                       |
|                                                                         | Républicain                                                             | Bob Onder                                                               | 48 833                                                                  | 47,4                                                                    |
|                                                                         | Républicain                                                             | Kurt Schaefer                                                           | 38 375                                                                  | 37,2                                                                    |
|                                                                         | Républicain                                                             | Bruce Bowman                                                            | 4508                                                                    | 4,4                                                                     |
|                                                                         | Républicain                                                             | Justin Hicks (retrait non officiel)                                     | 4425                                                                    | 4,3                                                                     |
|                                                                         | Républicain                                                             | Kyle Bone                                                               | 3548                                                                    | 3,4                                                                     |
|                                                                         | Républicain                                                             | Chadwick Bicknell                                                       | 1842                                                                    | 1,8                                                                     |
|                                                                         | Républicain                                                             | Arnie Dienoff                                                           | 1560                                                                    | 1,5                                                                     |

| Primaire Démocrate de 2022 du 3e district congressionnel du Missouri | Primaire Démocrate de 2022 du 3e district congressionnel du Missouri | Primaire Démocrate de 2022 du 3e district congressionnel du Missouri | Primaire Démocrate de 2022 du 3e district congressionnel du Missouri | Primaire Démocrate de 2022 du 3e district congressionnel du Missouri |
| -------------------------------------------------------------------- | -------------------------------------------------------------------- | -------------------------------------------------------------------- | -------------------------------------------------------------------- | -------------------------------------------------------------------- |
| Parti                                                                | Parti                                                                | Candidat                                                             | Votes                                                                | %                                                                    |
|                                                                      | Démocrate                                                            | Bethany Mann                                                         | 25 769                                                               | 73,5                                                                 |
|                                                                      | Démocrate                                                            | Jon Karlen                                                           | 9313                                                                 | 26,5                                                                 |

| Élection de 2020 du 3e district congressionnel du Missouri | Élection de 2020 du 3e district congressionnel du Missouri | Élection de 2020 du 3e district congressionnel du Missouri | Élection de 2020 du 3e district congressionnel du Missouri | Élection de 2020 du 3e district congressionnel du Missouri |
| ---------------------------------------------------------- | ---------------------------------------------------------- | ---------------------------------------------------------- | ---------------------------------------------------------- | ---------------------------------------------------------- |
| Parti                                                      | Parti                                                      | Candidat                                                   | Votes                                                      | %                                                          |
|                                                            | Républicain                                                | Bob Onder                                                  | TBD                                                        | TBD                                                        |
|                                                            | Démocrate                                                  | Bethany Mann                                               | TBD                                                        | TBD                                                        |
|                                                            | Libertarien                                                | Jordan Rowden                                              | TBD                                                        | TBD                                                        |
|                                                            | Vert                                                       | William Hastings                                           | TBD                                                        | TBD                                                        |
| Total des votes                                            | Total des votes                                            | Total des votes                                            | TBD                                                        | 100%                                                       |
|                                                            |                                                            |                                                            |                                                            |                                                            |